# Priceite
La priceite è un minerale.